# Ley de Pares vitalicios de 1958
La Ley de Pares vitalicios de 1958 (en inglés: Life Peerages Act 1958) es el cuerpo legal por el que se dictan normas modernas para la creación de "pares vitalicios" por parte del monarca del Reino Unido.

## Historia
Los primeros quince pares vitalicios (once hombres y cuatro mujeres) fueron designados por la Reina por recomendación del primer ministro conservador Harold Macmillan en 1958. El primero de ellos, designado el 1 de agosto, fue Ian Fraser, exmiembro conservador de la Cámara de los Comunes, ciego por heridas de guerra en 1916, y comprometido con la causa de los invidentes. Esta reforma permitió también la renovación y diversificación de la Cámara de los Lores, estamento británico heredado del Antiguo Régimen. Entre los primeros quince pares se encontraron, en efecto, varios sindicalistas, como Victor Collins o Charles Geddes, miembro del Partido Laborista. Finalmente, esta ley permitió por primera vez que las mujeres también accedieran a la Cámara de los Lores. La primera de ellas fue en 1958 la activista Stella Isaacs, fundadora del Real Servicio de Mujeres Voluntarias.

### Cámara de los Lores
Los nuevos pares forman parte de la Cámara de los Lores, aunque sus titulares no pueden transmitir su membresía a sus descendientes. Los "pares vitalicios" ya se sentaron en la Cámara de los Lores en virtud de la ley de Apelación de jurisdicción de 1876 y sus enmiendas. Esta ley de 1958 aumenta en gran medida la capacidad del Primer ministro para cambiar la composición de la Cámara de los Lores y reducía considerablemente el dominio de los pares hereditarios "a tiempo parcial".